# Экспедиция по спасению Эмин-паши

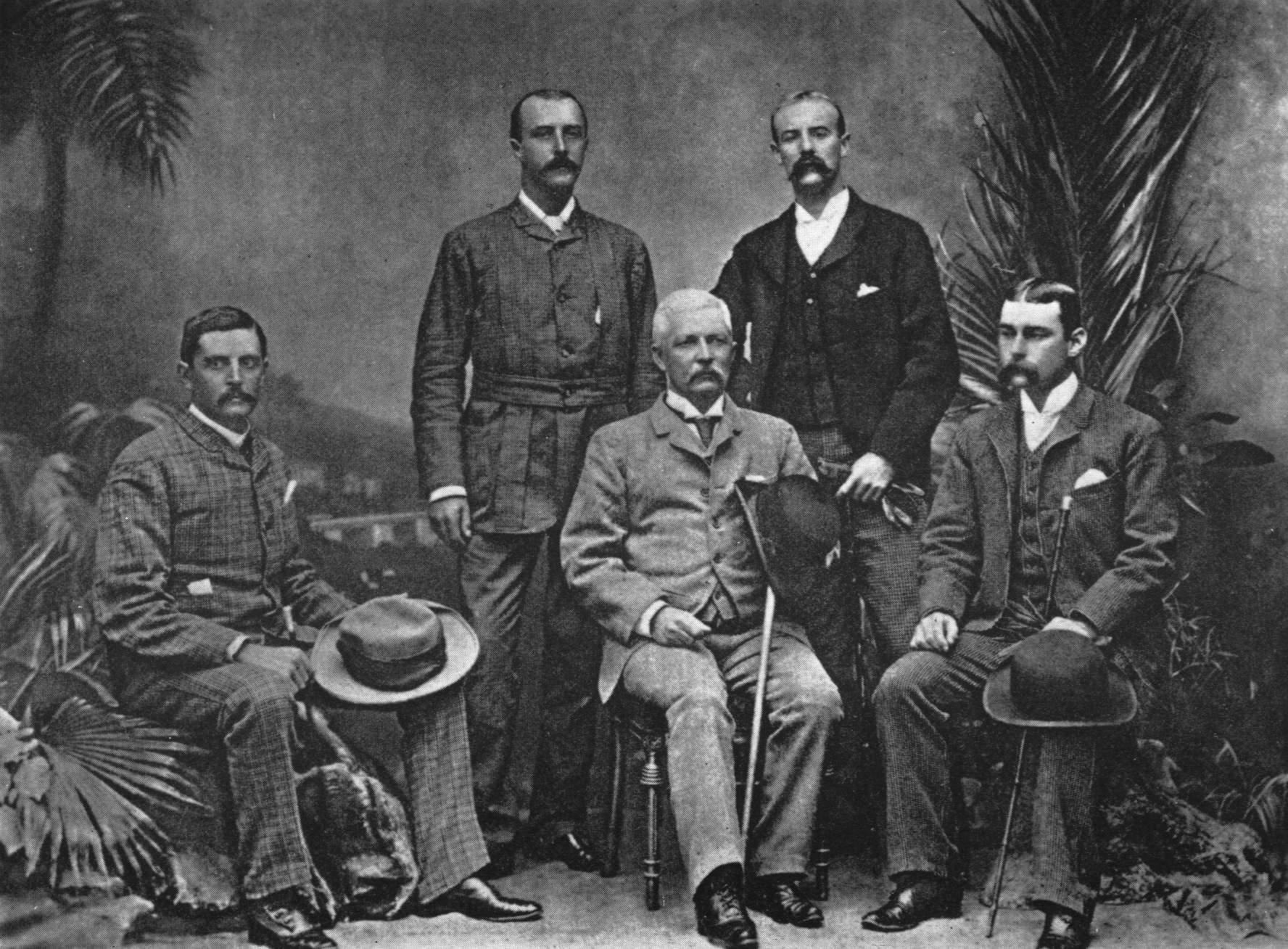
Генри Стэнли с офицерами Передовой колонны в Каире, 1890 год. Слева направо: доктор Томас Парк, Роберт Нельсон, Генри Стэнли, Вильям Стэарс и Артур Джефсон

Экспедиция по спасению Эмин-паши (1886—1889) — одна из последних крупнейших европейских экспедиций в Африке в XIX веке.

## Предыстория

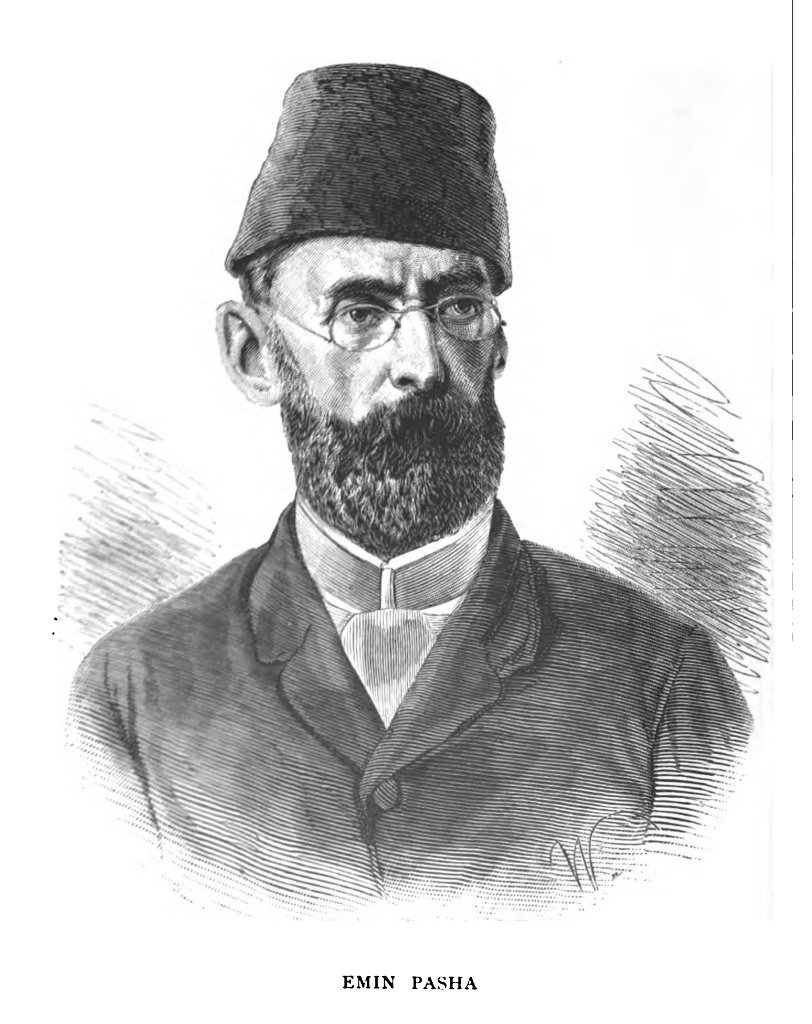
Эмин-паша

По поручению египетского хедива британский генерал Чарльз Гордон завоевал южный Судан, где в верховьях Нила была образована провинция Экватория. В 1878 году губернатором провинции был назначен немец Эдуард Шнитцер, известный под именем Эмин-паша.
В 1881 году в Судане началось восстание махдистов. В 1885 году махдисты взяли Хартум, и Экватория оказалась отрезанной от внешнего мира; осталась лишь возможность отправки и получения писем с посыльными через Буганду и султанат Занзибар. В феврале 1886 года Эмин-паша получил информацию, что египетское правительство решило отказаться от Экватории. В июле, будучи вдохновлённым британским миссионером Александром Мэккэем, проповедовавшим в Буганде, Эмин-паша предложил британскому правительству аннексировать Экваторию. Хотя правительство не заинтересовалось этим, публика стала рассматривать Эмин-пашу как второго генерала Гордона.
В ноябре 1886 года шотландский предприниматель и филантроп Вильям Маккиннон предложил известному исследователю Генри Стэнли возглавить экспедицию по спасению Эмин-паши. Стэнли ответил согласием, и тогда Маккиннон вместе с Джеймсом Хаттоном организовали «Комитет по спасению Эмин-паши», состоявший в основном из друзей Маккиннона. Первая встреча Комитета состоялась 19 декабря 1886 года. Комитет смог собрать для экспедиции 32 тысячи фунтов стерлингов.
Сначала планировалось отправить экспедицию кратчайшим путём — от восточного побережья Африки, но Стэнли официально находился на службе у бельгийского короля Леопольда II, помогая ему обустраивать его личное владение — Свободное государство Конго. Поэтому Стэнли отправился в Брюссель, где на встрече с королём был достигнут компромисс: экспедиция отправлялась длинным маршрутом по реке Конго, но зато король предоставлял для экспедиции пароходы, которые должны были перевезти её от заводи Стэнли до устья реки Арувими. 1 января 1887 года Стэнли вернулся в Лондон и приступил к подготовке экспедиции.

## Подготовка

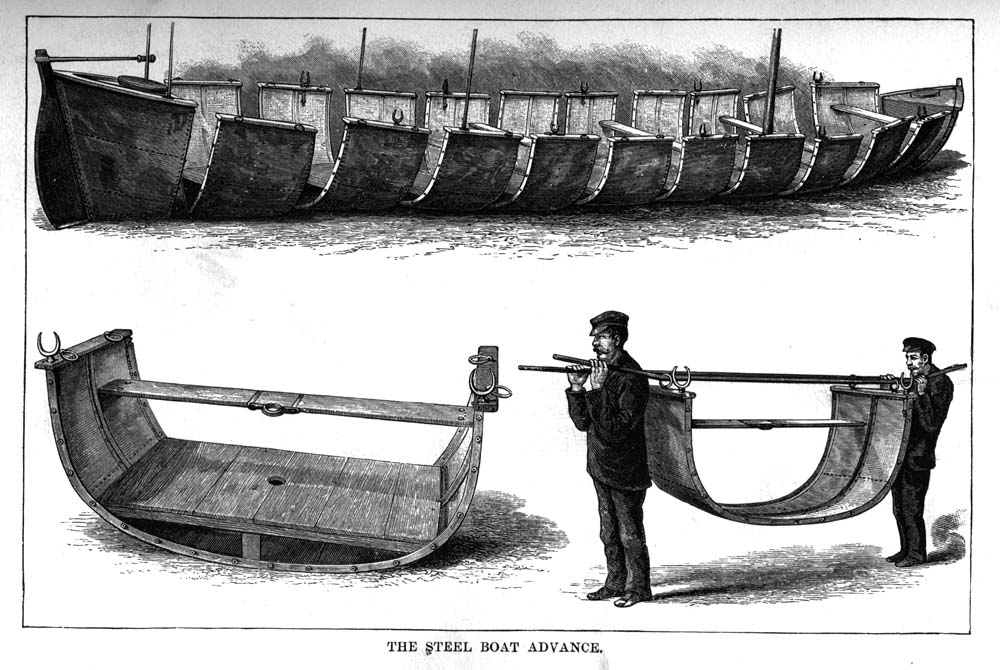
Разборная стальная лодка «Advance»

По плану экспедиция должна была отправиться в Каир, оттуда — в Занзибар для найма носильщиков, затем вокруг Южной Африки к устью реки Конго, и вверх по Конго до Арувими. Стэнли хотел оборудовать лагерь на Арувими, откуда отправиться на восток через неизвестную территорию к озеру Альберт и Экватории. Ожидалось, что обратным путём по этому маршруту можно будет отправить семьи египетских работников, а также собранное в Экватории большое количество слоновой кости, в то время как Стэнли, Эмин и его войска уйдут на восток в Занзибар. Публика обсуждала выполнимость плана, но даже не рассматривала вопрос о том, а захочет ли Эмин-паша уходить.
Это была крупнейшая и лучше всего экипированная европейская экспедиция в Африке. Была изготовлена 28-футовая стальная лодка «Advance», которую можно было разделять на 12 секций для переноски по суше, а Хайрем Максим предоставил для экспедиции один из первых изготовленных им станковых пулемётов.
Комитет по спасению получил 400 заявлений, на основе которых Стэнли отобрал офицеров в экспедицию:
- Джеймс Джеймсон, Джон Троуп и Херберт Вард, которые уже бывали в Африке раньше: Джеймсон был охотником и путешественником, Троуп и Вард работали в Свободном государстве Конго;
- Роберт Нельсон, Вильям Бонни, Вильям Стэарс и Эдманд Барттелот были военными, Барттелот служил в Индии;
- Артур Маунтени-Джефсон, молодой джентльмен из торгового флота, был взят только из-за того, что заплатил за участие в экспедиции 1.000 фунтов стерлингов;
- врач экспедиции Томас Парк был нанят в Александрии, где он находился на военной службе, в последний момент перед тем, как экспедиция отбыла в Занзибар;
- Вильям Хоффман, личный слуга Стэнли.

Стэнли отправился из Лондона 21 января 1887 года и 27 января прибыл в Каир. Египетские протесты против маршрута через Конго были устранены благодаря письму от лорда Солсбери, и экспедиции было разрешено отправиться под египетским флагом. Стэнли также повстречался с Масон-беем, Георгом Швейнфуртом и Василием Юнкером, от которых получил более-менее свежую информацию об Экватории.
Стэнли покинул Каир 3 февраля, во время остановок в Суэце и Адене к нему присоединились другие члены экспедиции, и 22 февраля они прибыли в Занзибар. Следующие три дня они провели, пакуя имущество экспедиции, а Стэнли в качестве представителя Маккиннона договорился с султаном Занзибара о концессии для того, что впоследствии стало известным как Имперская Британская Восточно-Африканская Компания, а также заключил два соглашения с Типпу Тибом. Согласно первому из них Типпу Тиб становился губернатором региона в Свободном государстве Конго, прилегающего к водопаду Стэнли (это соглашение подверглось сильной критике в Европе как сделка с работорговцем), а второе касалось носильщиков для провизии. Ожидалось, что помимо груза экспедиции, носильщики должны будут вынести 75 тонн слоновой кости, складированной в Экватории. Стэнли отправил письмо Эмин-паше, сообщая, что планирует добраться до него в августе.

## Вверх по Конго

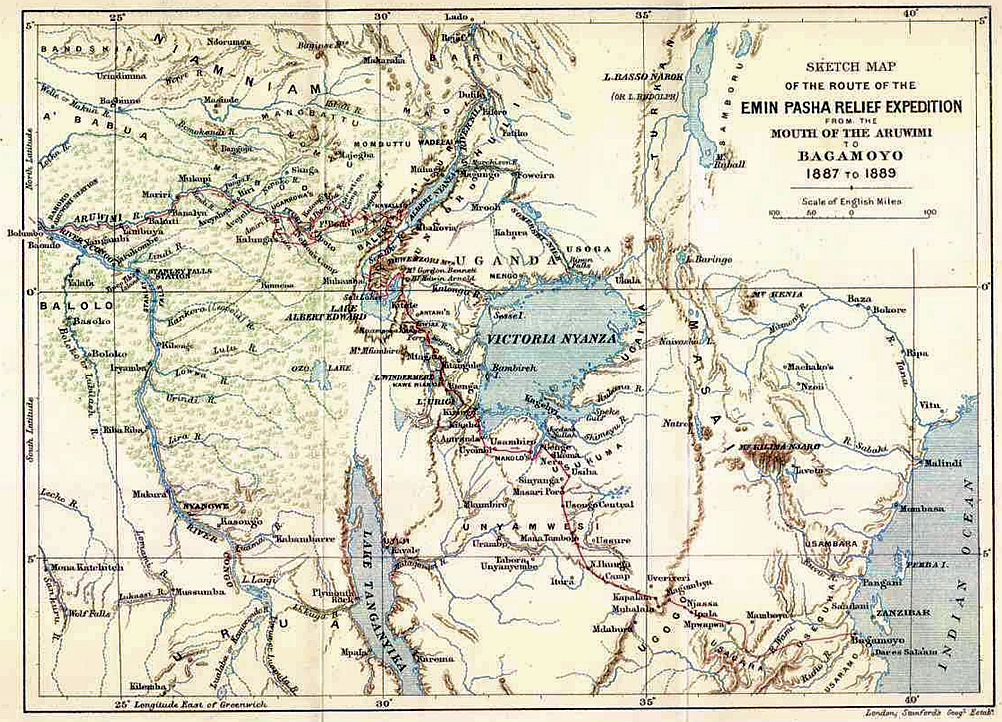
Путь экспедиции от устья Арувими до Багамойо

Экспедиция покинула Занзибар 25 февраля и прибыла в Банана в устье Конго 18 марта. Оказалось, что из-за обрыва телеграфного кабеля местные власти не получили инструкций об экспедиции. Нанятые экспедицией пароходы доставили её до Матади, откуда носильщики перенесли свыше 800 тюков с имуществом экспедиции до Леопольдвилля. Продвижение было медленным, так как сезон дождей был в самом разгаре. Кроме того, экспедиция всё время страдала от нехватки продовольствия — натуральное хозяйство не могло обеспечить пищей 1.000 человек экспедиции.
21 апреля экспедиция прибыла в Леопольдвилль. Хотя король Леопольд II обещал флотилию пароходов, работал из них только один («Stanley»). Стэнли реквизировал два парохода («Peace» и «Henry Reed») у миссионеров из местных миссий, а также строящийся «Florida», который использовался в качестве баржи. Но даже этого оказалось недостаточно, и много груза пришлось оставить в Леопольдвилле и Болобо. Стэнли был вынужден разделить экспедицию на «Передовую колонну» и «Тыльную колонну»; последняя разместилась в Ямбуе на реке Арувими, а Передовая колонна двинулась в Экваторию.
Путешествие вверх по Конго началось 1 мая, и прошло в целом без происшествий. От поста Бангала Барттелот и Типпу Тиб продолжили путь к водопаду Стэнли на «Henry Reed», а Стэнли стал подниматься по Арувими в Ямбуе. Обитатели Ямбуе отказались разрешить остановиться в их деревне, поэтому Стэнли атаковал её и изгнал жителей, превратив оставленную деревню в укреплённый лагерь. Тем временем Типпу Тиб попытался набрать носильщиков у водопада Стэнли, но Типпу Тиб решил, что Стэнли нарушил свою часть соглашения, оставив амуницию позади, поэтому Барттелот вернулся в Ямбую лишь с неопределённым обещанием того, что носильщики прибудут через несколько недель.

## Темнейшая Африка
Стэнли настаивал на скорейшем продвижении, и отправился к озеру Альберт 28 июня. Он думал, что путешествие займёт месяца два, но Передовая колонна не ожидала огромных трудностей путешествия через дождевой лес региона Итури, и добралась до цели лишь в декабре, при этом из 389 вышедших человек в живых осталось лишь 169. Деревья были столь высоки и росли столь плотно, что солнечный свет почти не достигал земли (в результате впоследствии Стэнли назвал свою книгу с рассказом об этом путешествии «Темнейшая Африка»), пищу было найти трудно, а местные пигмеи, приняв экспедицию за рейдерский отряд арабских работорговцев, обстреливали её отравленными стрелами. Экспедиция останавливалась в арабских селениях Угаровва и Ипото, обменивая в каждом случае часть своего снаряжения на еду.
Наконец, леса сменились лугами, и 13 декабря экспедиция увидела озеро Альберт. Однако Эмин-паши там не было, а местные жители уже много лет не видели европейцев. Стэнли решил вернуться в деревню Ибвири на плато над озером, где построил Форт-Бодо. Стэарс отправился назад в Ипото, чтобы набрать людей и снаряжения, и вернулся 12 февраля. Затем он вновь направился назад, на этот раз в Угаровва, чтобы принести ещё снаряжения. Тем временем 2 апреля Стэнли вернулся к озеру Альберт, на этот раз принеся с собой «Advance». 18 апреля он получил письмо от Эмин-паши, который услышал об экспедиции в прошлом году, и пришёл к озеру в марте, узнав о прибытии Стэнли.

## С Эмин-пашой
Джефсон был послан на «Advance» по озеру, и встретился с Эмин-пашой 27 апреля 1888 года. Эмин привёл свой пароход к южному концу озера, где 29 апреля встретился со Стэнли, который был удивлён, увидев фигуру без малейших следов болезней или усталости, и они отпраздновали встречу тремя бутылками шампанского, доставленного по реке Конго. Эмин-паша снабдил Стэнли продовольствием и другим имуществом, таким образом спася спасающих.
В этот момент начались трудности. Эмин был заинтересован в боеприпасах и прочих вещах, а также в транспортном коридоре, что помогло бы ему остаться в Экватории, в то время как основной целью Стэнли было вывезти Эмина. Месяц дискуссий не принёс результатов, и 24 мая Стэнли отправился назад в Форт-Бодо, прибыв туда 8 июня и встретив Стэарса, который вернулся из Угарровы всего с 14 выжившими людьми. По пути Стэнли впервые увидел горы Рувензори (Парк и Джефсон увидели их 20 апреля).

## Судьба Тыловой колонны
16 июня Стэнли покинул Форт и направился к Тыловой колонне, о которой долгое время ничего не было слышно. 17 августа в Баналье, в 90 милях вверх по течению от Ямбуи, он нашёл Бонни — единственного европейца, оставшегося во главе Колонны — вместе с группой голодающих носильщиков. Оказалось, что Барттелот был застрелен в споре, Джеймсон умирал в Бангале от лихорадки, Троуп был направлен домой в инвалидном состоянии, а Херберт Вард во второй раз отправился вниз по Конго, чтобы запросить по телеграфу у Комитета по спасению из Лондона дальнейших инструкций (Колонна около года не имела никаких сведений о Стэнли).
Изначальная цель Тыловой колонны — дождаться дополнительных носильщиков от Типпу Тиба — не была выполнена, так как не получая от экспедиции боеприпасов, Типпу Тиб не проводил набора. Барттелот отправил Троупа и других больных вниз по Конго, и 11 июня 1888 года, после прибытия людей из народности маньема, отправился искать Стэнли. Однако путешествие быстро превратилось в хаос, а 19 июня Барттелот был застрелен, когда попытался вмешаться в устроенное маньема празднество. Джеймсон решил спуститься до Бангалы чтобы доставить часть запасов экспедиции, и отправился в путь 9 августа, незадолго до прибытия Стэнли. Возмущённый состоянием Тыловой колонны, Стэнли обвинил людей в том, что они сидели без движения (хотя именно он приказал им в прошлый раз ждать его в Ямбуе). Отправив ряд писем вниз по Конго, экспедиция вернулась в Форт-Бодо 20 декабря, выбрав на этот раз другой маршрут, который оказался ничуть не лучше в смысле наличия пищи; из 560 человек до форта добралось лишь 412, из которых 124 были слишком больны, чтобы нести груз.
16 января 1889 года Стэнли получил письма от Эмина и Джефсона, которые несколько месяцев находились под арестом у офицеров Эмина, в то время как махдисты захватывали всё новые и новые пункты в Экватории. После прибытия Стэнли относительно намерений Эмина и возможной судьбы солдат ходили различные слухи, и в августе прошлого года несколько офицеров взбунтовались, сместили Эмина с поста губернатора и поместили его и Джефсона под домашний арест в Дуфиле. Но даже в этой ситуации Эмин отказывался покинуть провинцию.

## К побережью
17 февраля все выжившие члены экспедиции и Эмин-паша с 65 оставшимися верными ему солдатами встретились в лагере Стэнли на берегу озера Альберт. В следующие несколько недель здесь собралось ещё несколько сот сторонников Эмина (большинство — члены солдатских семей). Эмин всё ещё не выражал чёткого намерения оставить Экваторию, но 5 апреля после жаркой дискуссии Стэнли настоял на быстром уходе. 10 апреля экспедиция выступила к побережью.
Сначала они направились на юг, вдоль западной границы гор Рувензори, где Стэарс попытался добраться до водораздела, но был вынужден повернуть обратно с высоты 10.677 футов. Миновав озеро Эдуард и озеро Джордж, они отправились к крайней южной точке озера Виктория через государства Анколе и Карагве. По пути Стэнли заключал «договоры» с местными властителями; хотя, возможно, прочие местные жители и не считали этих людей властителями, но эти договоры впоследствии стали основой для претензий Восточно-Африканской Компании на эти земли.
15 августа экспедиция увидела озеро Виктория, а 28 августа достигло миссии Мэккэя в Усамбиро. Здесь они узнали о сложных изменениях в ситуации в Восточной Африке, где столкнулись интересы Великобритании и Германии, а также о второй спасательной экспедиции под руководством Фредерика Джексона. Не дождавшись известий об экспедиции Джексона, 17 сентября Стэнли вновь двинулся в путь с отрядом, уменьшившимся до 700 человек из-за смертей и дезертирства.
По мере продвижения к побережью экспедиция встречала германские группы и другие следы германского присутствия, а 4 декабря была встречена комиссаром Германом Виссманом и сопровождена в Багамойо. Вечером состоялся банкет, на котором опьяневший Эмин выпал из окна второго этажа, перепутав его с балконной дверью. Его здоровье восстановилось лишь в январе 1890 года, а тем временем прочие члены экспедиции разъехались: Стэнли через Занзибар отправился в Каир, где за 50 дней написал 900-страничную книгу «In Darkest Africa», занзибарские носильщики получили оплату либо были возвращены хозяевам, суданцы и египтяне были отправлены в Египет (некоторые впоследствии вернулись для работы в Восточно-Африканской Компании), Эмин в феврале поступил на германскую службу, а прочие европейцы вернулись в Великобританию.

## Итоги
Вернувшийся в мае 1890 года в Европу Стэнли получил огромное общественное признание. Он и его офицеры получили многочисленные награды, почётные степени и приглашения выступить с лекциями. В июне мгновенно разошлись 150 тысяч экземпляров свежеопубликованной книги. Однако поклонение длилось недолго. Осенью, когда стала известна истинная цена экспедиции, а семьи Барттелота и Джеймсона отреагировали на обвинения Стэнли в некомпетентности руководства Тыловой колонны, начали распространяться критика и осуждение. В итоге данная экспедиция стала последней экспедицией такого рода; в будущем африканские экспедиции организовывались правительством с военными или политическими целями, либо были чисто научными.